# 닥터 후: 칠드런 인 니드
"Doctor Who: Children in Need", 또는 "Born Again"은 영국의 SF 드라마 《닥터 후》의 7분짜리 미니 에피소드이다. 2005년 11월 18일 BBC One에서 처음 방영되었으며, 정규 시즌의 에피소드가 아닌 연간 어린이 기부 프로그램 칠드런 인 니드의 특집 코너로서 제작 편성되었다.

## 줄거리
시즌1 마지막 에피소드 "The Parting of the Ways"의 엔딩에서 바로 이어진다. 새로 재생성한 10대 닥터는 재생성하기 직전의 자신이 다음으로 여행할 곳으로 '바르셀로나 행성'을 꼽은 것을 기억한다. 닥터가 타디스의 이동좌표를 5006년 10월 화요일 오후 6시의 바르셀로나 행성으로 설정하는 사이, 로즈는 닥터의 얼굴이 바뀐 충격에서 벗어나지 못하고 수상해하는 표정이다. 들뜬 닥터는 로즈에게 자기 새 모습이 어떻냐고 물으며, 오른손이 살짝 뻐근하다는 등, 머리칼은 온전히 붙어있고 구레나룻이 달렸으며 더 날씬해졌다는 등, 어깨 사이에 점이 났다는 등의 말을 이어간다.
하지만 여전히 혼란스럽고 무서워하던 로즈는 닥터에게 당신은 대체 누구냐고 묻는다. 닥터는 자신이 그 닥터라고 말하지만 로즈는 믿지 않는다. 이어서 자기가 목격한 재생성 과정으로 보건대, 이 낯선 사람이 닥터를 어떤 순간이동 장치로 내보내고 그 자리에 들어온 것이다, 아니면 슬리딘일 것이다라며 짐작하곤, 닥터를 되돌려놓으라고 말한다. 닥터는 로즈에게 헨릭스 백화점 지하층에서 처음 만났던 인연을 상기시키고, 로즈에게 처음 했던 "도망쳐"라는 말까지 대며, 자기가 진짜 로즈가 기억하는 그 사람이라고 안심시키려 애를 쓴다.
로즈가 자신의 말을 믿기 시작하자 기쁜 닥터는 콘솔 주위를 돌며, 한때 두 사람이 목숨 걸고 뛰어야 했던 모험들을 회상한다. 하지만 여전히 불안해하던 로즈가 닥터에게 옛 모습으로 돌아갈 수 있는지 묻는다. 맥이 빠진 닥터는 그럴 수 없다는 대답과 함께 로즈에게 떠나고 싶은지 묻는다. 로즈가 대답을 망설이자 닥터는 타디스의 좌표를 리셋하여, 크리스마스 이브의 로즈네 아파트 단지로 맞추고, 로즈에게 엄마 재키와 함께 남을지, 아니면 자신과 함께 여행을 계속할 건지를 선택하라고 말한다.
그 때 갑자기 닥터가 발작을 일으켜 입에서 빛나는 에너지를 뿜어내고, 타디스도 닥터의 상태에 반응하는 것처럼 심하게 흔들린다. 닥터는 로즈에게 재생성이 잘못되었다며 미친 사람처럼 행동하기 시작한다. 타디스 콘솔의 스위치를 내던지고 속력을 올리며 소리지르는 닥터의 행동에 타디스 조종실에는 위험을 알리는 클로이스터 벨이 울려퍼지기 시작한다. 로즈도 필사적으로 콘솔에 매달리는 가운데 타디스는 크리스마스 이브의 런던에 불시착한다.

## 제작
닥터후 뉴 시즌의 첫 미니 에피소드이기도 한 이 작품은, 생방송 당시 별다른 제목 없이 그대로 방영되었다. 칠드런 인 니드 프로그램 내에서는 해당 코너에 대해 'The New Doctor'라고 불렀다. 러셀 T 데이비스는 《닥터 후 매거진》에 실린 기사에서 에피소드 이름이 칠드런 인 니드의 마스코트 곰인 '펏지'와, 옛 1대 닥터 시절 에피소드인 "Mission to the Unknown"의 부제인 "Dalek Cutaway"에서 각각 따와 "Pudsey Cutaway"라고 부르면 된다는 농담을 던지기도 했다. 이후 2006년 《닥터 후 매거진》의 특집기사 'Series Two Companion'에서는 기획서상에서 붙인 제목이 'Doctor Who: Children in Need'라고 소개하였다. 2009년 닥터 후 관련 서적인 《Doctor Who: Companions And Allies》에서는 해당 에피소드의 제목을 "Born Again"으로 소개하였으나, 책 내에 별다른 출처는 기재되지 않았고 매거진에서도 해당 서적이 잘못 소개했을 것이라고 보도하였다.
기부 프로그램 코너를 겸한 닥터후 특집 에피소드는 이전에도 여러 차례 제작된 바 있었다. 〈Dimensions in Time〉 (1993년 칠드런 인 니드), Doctor Who and the Curse of Fatal Death (코믹 릴리프)가 대표적인데, 이들의 경우 정식 에피소드로 여겨지지는 않는다. 다만 20주년 특집 에피소드인 〈The Five Doctors〉(1983년)도 칠드런 인 니드의 코너로 방영되었으나 이들은 정식 에피소드로 취급한다. 2007년 칠드런 인 니드에서 선보인 미니 에피소드 "Time Crash"와, 2011년 코믹 릴리프에서 선부인 "Space"와 "Time"도 정식 에피소드에 속한다.
이 에피소드는 작중 시간순으로는 "The Parting of the Ways"와 "The Christmas Invasion"의 중간에 위치하지만 각본과 촬영은 별개로 진행됐으며, "The Parting of the Ways"의 촬영이 완료된 후에 제작에 들어갔다. 이 때문에 다음 에피소드인 "The Christmas Invasion"에서는 어깨뼈 사이에 점이 있다는 설정 외에는 본 미니 에피소드의 내용을 언급하지는 않는다. 한편 온라인에 게시된 버전은 에피소드 끝자락에 데이비드 테넌트와 빌리 파이퍼가 칠드런 인 니드의 기부를 홍보하는 사전녹화 메시지가 추가로 들어가 있다. 이 메시지는 유쾌한 분위기로 진행되었는데 빌리 파이퍼가 자신이 테넌트라고 주장하고 테넌트는 거꾸로 자신이 파이퍼라고 소개한다던가, 그 다음번에는 각자 자신이 레티시아 딘과 니컬라스 린드허스트라고 소개하는 장난을 친다. 러셀 T 데이비스는 자신의 저서 《The Inside Story》에서 BBC와의 협의에 직접 나선 결과 "베이크드 빈즈로 가득찬 욕조에 앉은 사람들에게 감사하는 화면 아래 자막도, 펏지 곰이 타디스 콘솔에 나타나는 일도 없었다!"며, 자선 프로그램과는 별개의 드라마 에피소드로 찍을 수 있었던 배경을 설명하고 있다.
이 에피소드는 "The Parting of the Ways"에서 등장한 자막과 똑같이 "닥터 후는 '크리스마스 침공'으로 돌아옵니다" (Doctor Who will return in THE CHRISTMAS INVASION)라는 말로 끝난다. 또 별다른 크레딧 없이 끝나고 있기 때문에 데이비드 테넌트는 '닥터 후' ("The Parting of the Ways"에서의 배역명)로도, '닥터' ("The Christmas Invasion"에서의 배역명)로도 소개되지 않고 있다.